# The Mad Dancer

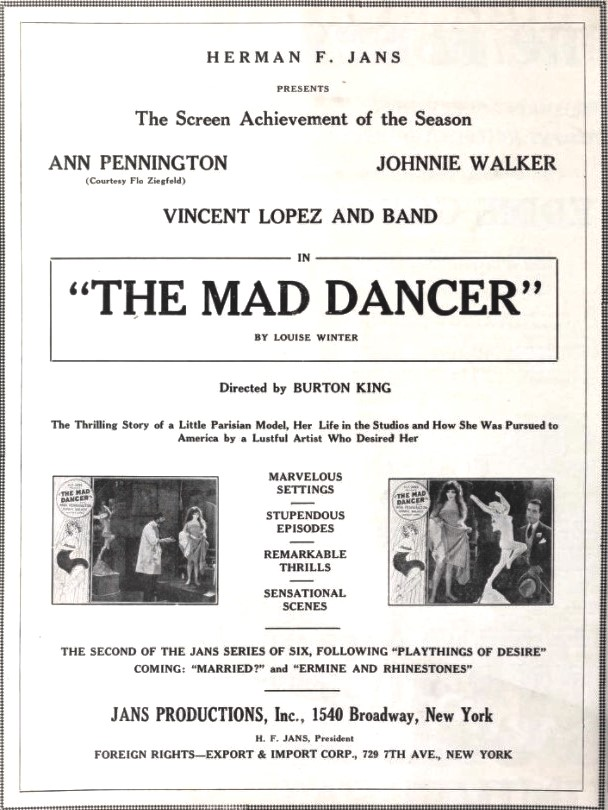
Annonce du film dans The Moving Picture World.

Pour plus de détails, voir Fiche technique et Distribution.
The Mad Dancer est un film américain réalisé par Burton L. King et sorti en 1925.

## Fiche technique
- Réalisation : Burton L. King
- Scénario : William B. Laub d'après l'histoire courte The Mad Dancer de Louise Winter[1].
- Producteur : Burton L. King
- Photographie : Charles J. Davis
- Montage : William B. Laub
- Production : Burton King Productions
- Genre : Drame
- Durée : 70 minutes
- Date de sortie : 15 février 1925 (USA)

## Distribution
- Ann Pennington : Mimi
- Johnnie Walker : Keith Arundel
- Coit Albertson : Serge Verlaine
- John Woodford : Robert Halleck
- Frank Montgomery : Jean Gaboule
- Ricca Allen : Ada Halleck
- William F. Haddock : Elmer Halleck
- John Costello : John Arundel
- Nellie Savage : Princess Gibesco
- Echlin Gayer : Prince Carl
- Clarence Sunshine : Cupid Karsleed